# Listă de fotografi - K
|  | Listă de fotografi - K \| Liste alfabetice de fotografi A - Ă - Â - B - C - D - E - F - G - H - I - Î - J - K - L - M - N - O - P - Q - R - S - Ș - T - Ț - U - V - W - X - Y - Z - |

## Fotografi - K
| - King, Susan | - Kossak, József |  |